# Voodoo (album du Sonny Clark Memorial Quartet)
Pour les articles homonymes, voir Voodoo.
 (décembre 2023).
Si vous disposez d'ouvrages ou d'articles de référence ou si vous connaissez des sites web de qualité traitant du thème abordé ici, merci de compléter l'article en donnant les références utiles à sa vérifiabilité et en les liant à la section « Notes et références ».
Voodoo est un album de compositions de Sonny Clark jouées par un quartet formés de musiciens de la scène avant-garde new-yorkaise. La musique est cependant jouée de façon relativement conventionnelle par rapport au parcours des musiciens en présence.

## Titres
| 1.    | Cool Struttin'    | 5:27  |
| 2.    | Minor Meeting     | 4:36  |
| 3.    | Nicely            | 5:34  |
| 4.    | Something Special | 4:45  |
| 5.    | Voodoo            | 10:57 |
| 6.    | Sonia             | 4:02  |
| 7.    | Sonny's Crib      | 7:40  |
| 43:01 |                   |       |

## Personnel
- Ray Drummond - basse
- Wayne Horvitz - piano
- Bobby Previte - batterie
- John Zorn - saxophone alto